# Lisa Ring
Lisa Ring, född 30 mars 1993, är en svensk friidrottare (långdistans- och terränglöpare).
Ring vann Ultravasan 45 både 2016 och 2018, den senare gången på banrekordtiden 3:03:00. Hon representerade Sverige på VM 2017 i London, där hon slutade på 60:e plats i maraton med tiden 2:48:39.
År 2020 slog Lisa Ring nytt banrekord på norska Bislett 50KM med tiden 3:34:13. I juni 2020 slog Lisa även världsrekord på 6h löpband med distansen 74,156km. 

## Personliga rekord
| Utomhus - 10 000 meter – 34:07,49 (Hvidovre, Danmark 20 maj 2017) - 10 km landsväg – 34:49 (Stockholm, Sverige 15 juni 2017) - Halvmaraton – 1:16:15 (Köpenhamn, Danmark 17 september 2017) - Maraton – 2:37:27 (Barcelona, Spanien 12 mars 2017) - 100 km landsväg 7:58:11 (2019) |